# St. Emmeram (Unterschneitbach)

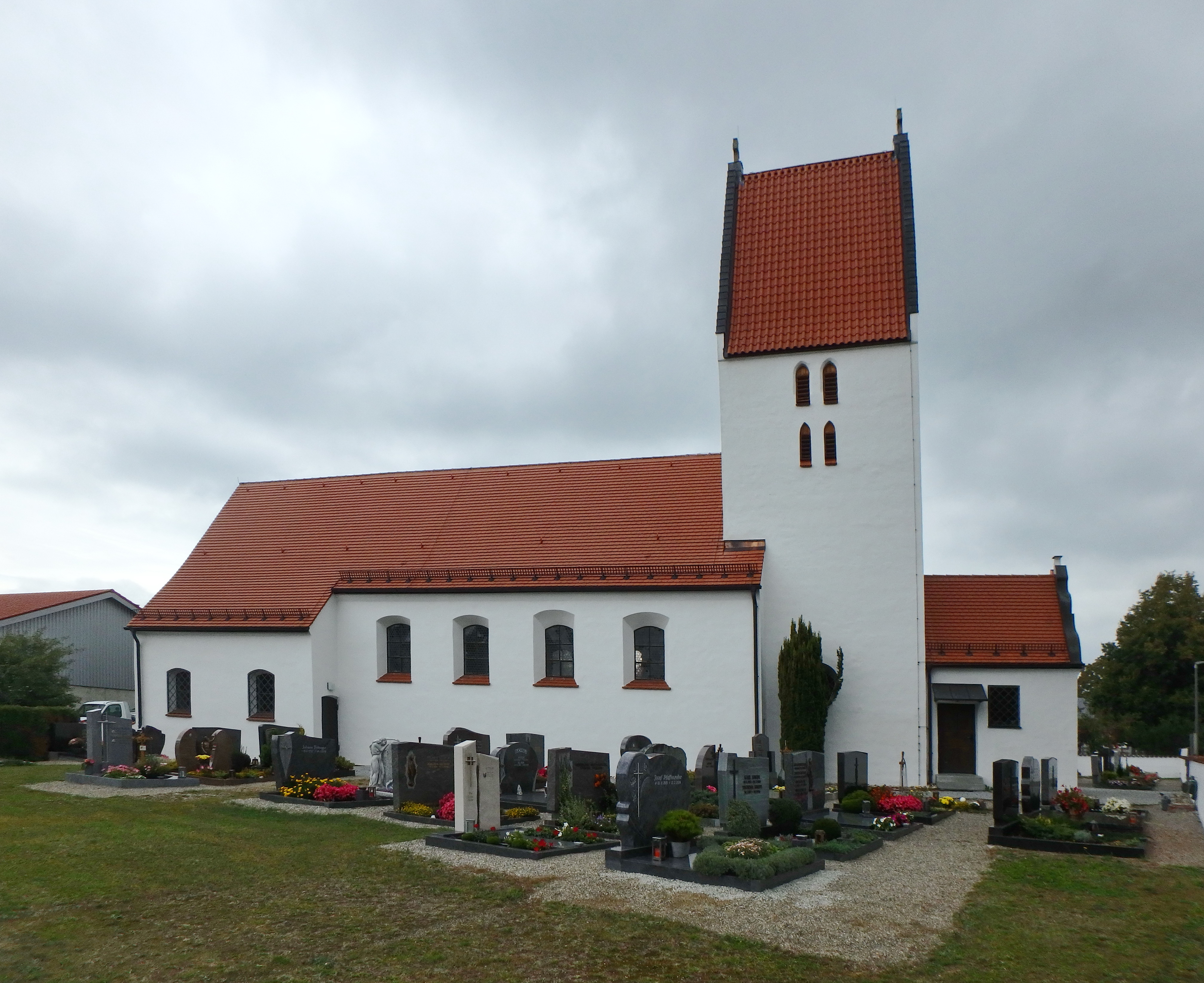
St. Emmeram in Unterschneitbach

Die römisch-katholische Filialkirche St. Emmeram steht in Unterschneitbach, einem Stadtteil von Aichach im schwäbischen Landkreis Aichach-Friedberg in Bayern. Das Bauwerk ist in der Liste der Baudenkmäler in Aichach als Baudenkmal unter der Nr. D-7-71-113-96 eingetragen. Die Kirche gehört zum Dekanat Aichach-Friedberg des Bistums Augsburg.

## Beschreibung
Die Saalkirche wurde 1760/65 verändert und 1953 erweitert. Sie besteht aus einem Langhaus, das 1935 nach Westen verlängert wurde, und einem im Kern romanischen Chorturm im Osten, der mit einem Satteldach bedeckt ist. An ihn wurde nach Osten ein Anbau angefügt, in dem sich das Portal befindet.
Der Innenraum des Langhauses ist mit einer Flachdecke überspannt, der des Chors, d. h. des Erdgeschosses des Chorturms, mit einem Tonnengewölbe. Auf dem Fresko im Chor ist Emmeram von Regensburg dargestellt. Auf einem Relief mit zwei Manualen und sechs Registern vom Anfang des 16. Jahrhunderts sind die Statuetten des Ulrich von Augsburg und der Afra von Augsburg untergebracht. 1922 wurde von der G. F. Steinmeyer & Co. eine Orgel mit zwei Manualen und sechs Registern eingebaut.

### Glocken
Im Glockenstuhl des Chorturms hängen vier Kirchenglocken.
Die älteste Glocke von 1719 und eine weitere Glocke von 1724 wurden in der Glockengießerei „Langenegger und Ernst“ in München hergestellt. 1949 wurde das Geläut um eine dritte Glocke, die Ulrich von Augsburg gewidmet ist, ergänzt. 1965 kam die vierte, 600 Kilo schwere, in Erding gegossene Glocke, die dem Kirchenpatron St. Emmeram von Regensburg geweiht ist, hinzu.